# Maison des arts contemporains de Pérouges
La maison des arts contemporains (couramment dénommée MAC) est un lieu consacré à l'art contemporain, situé rue du For dans la cité médiévale de Pérouges, dans l'Ain.
Le lieu est actif depuis 1964 et est administré par une association créée en 1963.
La MAC de Pérouges propose chaque année cinq expositions, mettant en valeur des artistes reconnus ainsi que des jeunes artistes.
Elle accueille également des artistes en résidence.